# Crooklyn
Crooklyn es una película semiautobiográfica coescrita y dirigida por Spike Lee. El filme se sitúa en Brooklyn, Nueva York, en el barrio de Bedford-Stuyvesant durante el verano de 1970. Se halla enfocada principalmente en una niña joven, Troy (interpretada por Zelda Harris), y su familia. A lo largo del filme, Troy aprende lecciones de vida, viviendo en medio de sus cuatro ruidosos hermanos, su amorosa pero estricta madre (Alfre Woodard), y su ingenuo padre (Delroy Lindo). 
Una notoria característica de Crooklyn es su banda sonora, compuesta completamente de música de la década de 1970, con excepción del sencillo Crooklyn de los Crooklyn Dodgers, un grupo de rap integrado por Buckshot, Masta Ace y Special Ed. En conjunto con el estreno de la película, también se realizó el lanzamiento de la banda sonora en CD en dos volúmenes.
Como ya sucedió en School Daze, Do the Right Thing y She's Gotta Have It, Spike Lee aparece en Crooklyn. Él interpreta a un joven drogadicto llamado Snuffy, a quien le gusta acosar a los niños de la zona.
Crooklyn es uno de los dos filmes dirigidos por Spike Lee que haya adquirido una calificación PG-13 en los Estados Unidos, el otro siendo la película de 1992 Malcolm X.

## Argumento
En 1973, Troy Carmichael (Zelda Harris), una niña de nueve años, vive junto sus hermanos Clinton (Carlton Williams), Wendell (Sharif Rashed), Nate (Chris Knowings) y Joseph (Tse-Mach Washington) en el barrio de Bedford-Stuyvesant en Brooklyn. Los niños viven junto con sus padres, Woody (Delroy Lindo), un músico con dificultades, y Carolyn (Alfre Woodard), una maestra de escuela.
El barrio se halla habitado de variadas personas. El vecino de al lado de los Carmichaels, Tony Eyes (David Patrick Kelly) siempre está cantando. Snuffy (Spike Lee) y Right Hand Man (N. Jeremi Duru) inhalan pegamento. Vic Powell (Isaiah Washington) es un veterano de Guerra que vive arriba de los Carmichaels.
Un día, los niños Carmichael se enfrascan en una disputa con Tony, quien alega que siempre botan basura en su área. La discusión se intensifica cuando Carolyn y otros chicos del barrio se involucran en la disputa. Mientras Tony se hallaba gritando, Vic baja de su residencia y golpea  a Tony en la cara. Troy, quien logra escabullirse a una tienda cercana, observa como arrestan a Vic mientras sale de la tienda.
Una noche, Woody y Carolyn discuten sobre dinero; Carolyn regaña a Woody porque no ganaba suficiente dinero como músico y porque tenía cheques sin fondos. La discusión luego sube de tono cuando Carolyn pide a gritos a los niños que apaguen el televisor. Carolyn luego apaga la TV.
Inmediatamente después, Clinton la vuelve a encender. Carolyn lo agarra por desobedecerla, y Woody luego la agarra y la acarrea fuera de la habitación, y luego por las escaleras. En eso, Nate salta sobre la espalda de Woody, mientras los demás niños sostienen a Carolyn, quien se lesiona la rodilla en altercado. 
Carolyn echa a Woody fuera de la casa. Posteriormente, Woody retorna y entrega flores a Carolyn, y la pareja se reconcilia. La familia luego decide irse de excursión. Mientras salían, un empleado de Con Ed llega para cortar el suministro de electricidad por tener cuentas no pagadas. El viaje es postergado y la familia se ve forzada a utilizar velas para tener iluminación.
Unos días después, Nate y Troy viajan al Sur para hospedarse con unos familiares. Troy se aloja con su prima Viola (Patriece Nelson), quien fuera adoptada por el Tío Clem (Norman Matlock) y la Tía Song (Frances Foster) hace unos años. Troy se divierte con Viola, a pesar de su disgusto hacia la Tía Song y a su perro Queenie. En su décimo cumpleaños, Troy recibe una carta de Carolyn. Luego de leerla, Troy decide regresar a casa.
Cuando Troy retorna a Nueva York, es recogida del aeropuerto por la Tía Maxine (Joie Lee) y el Tío Brown (Vondie Curtis-Hall). Troy luego se entera de que su madre se halla en el hospital y es llevada a visitarla. Más tarde esa noche, Woody comenta a los niños que su madre se hallaba muy enferma y que debía permanecer en el hospital. Los niños lloran, pero Troy se muestra indiferente.
En la siguiente escena, uno de los hermanos de Troy se pregunta si deben vestirse para el funeral de su madre. El día del funeral, la Tía Maxine se le acerca a Troy y trata de persuadirla para que se pruebe las nuevas ropas que ella había comprado. Troy se arremete contra ella y luego declara que no irá al funeral. Woody luego le explica que Carolyn hubiera querido que se encuentren todos juntos en la iglesia.
Durante la reunión posterior al funeral en la casa de los Carmichaels, Troy se encontraba reservada y callada. Joseph luego entra llorando, diciendo que Snuffy y Right Hand Man lo habían asaltado y robado. Siguiendo los deseos de su madre de proteger a su hermano menor, Troy sale de la casa con un bate de béisbol y lo utiliza para golpear a Snuffy, diciéndole que vaya a inhalar pegamento en su cuadra.
Al día siguiente, temprano por la mañana, Troy sueña que escucha a la voz de su madre. Entusiasmada, ella baja las escaleras, para encontrarse con su padre tratando de matar a una rata en la cocina. Woody luego le expresa que está bien llorar, diciéndole que incluso Clinton había llorado. De todo esto, Troy concluye que el hecho que su madre ya no se halle sufriendo es bueno.
Finalmente, Troy se hace cargo de algunas de las labores parentales de Carolyn, y se enfrenta a la ausencia de su madre imaginándose que ella salió y está lejos, pero que aún puede escribirle cartas.

## Elenco
- Alfre Woodard - Carolyn Carmichael
- Delroy Lindo - Woody Carmichael
- Zelda Harris - Troy Carmichael
- Carlton Williams - Clinton Carmichael
- Sharif Rashed - Wendell Carmichael
- Chris Knowings - Nate Carmichael
- Tse-Mach Washington - Joseph Carmichael
- David Patrick Kelly - Tony Eyes / Jim
- José Zúñiga - Tommy La La
- Isaiah Washington - Vic Powell
- Spike Lee - Snuffy
- Frances Foster - Aunt Song
- Joie Susannah Lee - Tía Maxine
- Vondie Curtis-Hall - Tío Brown
- Manny Perez - Hector
- RuPaul - Connie the Bodega Woman
- Tiasha Reyes - Minnie
- Patrice Nelson - Viola
- Richard F. Whiten - Vecino
- Mildred Clinton - Sra. Columbo

## Taquilla
El filme debutó en el tercer puesto en taquilla.